# Y Indi
Y Indi är en pulserande variabel av Mira Ceti-typ (M) i stjärnbilden Indianen. 
Stjärnan har en fotografisk magnitud som varierar mellan +9,8 och mindre än 13,0 med en period av 304,18 dygn.